# Miguel Herrán
Miguel Ángel García de la Herrán (Málaga, 25 de abril de 1996), mais conhecido como Miguel Herrán é um ator e motociclista espanhol. Ele ficou mais conhecido por interpretar Darío no filme A cambio de nada, Rio na série La Casa de Papel e Christian em Élite.

## Biografia
Mudou-se para Madrid com a mãe ainda criança, onde viviam no bairro de Chamberí. Miguel não gostava muito da escola e queria ser mecânico de automóveis quando crescesse.
Miguel Herrán vivia em Vitoria com sua mãe. Na sua infância, sua mãe decidiu mudar-se para Madrid, onde ele criou uma loja de animais. Ele cresceu no bairro madrileno de Chamberí.
Foi descoberto pelo ator e diretor Daniel Guzmán quando ele estava fazendo um "elenco de calçada" Miguel conheceu Daniel em uma terça às duas da manhã, quando estava com alguns amigos. Os jovens pararam para tirar fotos com ele e solicitar um autógrafo. Depois de falar alguns minutos, Guzmán disse que estava interessado nele para filmagem de seu novo filme, Em troca de nada. Mais tarde, Miguel recebeu um apelo para participar do elenco, e foi assim que o papel de "Darío" entrou nas mãos do jovem, que pouco depois lhe ganhou o primeiro Goya em melhor ator revelação.
O ator ficou conhecido mundialmente com o seu personagem Aníbal cortez(Rio de la casa de papel)que ganhou a atenção dos fãs por seu carisma e por ser o mais fofo do grupo de assaltantes,Miguel gravou la casa de papel de 2017 a 2021 que foi o ano em que a série acabou até hoje ele é reconhecido por esse trabalho.
Miguel também fez sucesso mundial com seu personagem christian em elite onde ele era o alívio cômico da série,ele gravou a série de 2018-2019 onde teve que sair pois as gravações colidiram com as de la casa de papel

## Filmografia

### Televisão
| Ano       | Título                  | Papel                         | Notas                                      |
| --------- | ----------------------- | ----------------------------- | ------------------------------------------ |
| 2017–2021 | La Casa de Papel        | Aníbal Cortés "Río"           | Elenco principal; 48 episódios             |
| 2018–2019 | Élite                   | Christian Varela Expósito     | Principal (1ª e 2ª Temporada); 9 episódios |
| 2023      | Los Farad               | Oskar                         | Principal (1ª Temporada)                   |
| 2024      | Asalto al Banco Central | José Juan Martínez "El Rubio" | 5 episódios                                |

### Cinema
| Ano  | Título                         | Papel              | Notas        |
| ---- | ------------------------------ | ------------------ | ------------ |
| 2015 | A cambio de nada               | Darío Buendía Saíz | Protagonista |
| 2016 | 1898. Los Últimos de Filipinas | Soldado Carvajal   |              |
| 2017 | El Guardián Invisible          | Miquel Ángel       |              |
| 2018 | Some Time Later                | Ray                |              |
| 2018 | Alegría, tristeza              | Terrorista         |              |
| 2020 | Hasta el cielo                 | Ángel "Angelito"   |              |
| 2022 | Canallas                       | Brujo (joven)      |              |
| 2022 | Modelo 77                      | Manuel Gómez       |              |
| 2024 | Valle de sombras               | Quique             |              |

### Curta-metragem
| Ano  | Título                  | Papel | Notas        |
| ---- | ----------------------- | ----- | ------------ |
| 2016 | Dil Ka Gaana Full Movie | Novio | Protagonista |

## Prêmios e indicações
Prémios Goya
| Ano  | Categoria             | Filme            | Resultado |
| ---- | --------------------- | ---------------- | --------- |
| 2016 | Melhor Ator Revelação | A Cambio de Nada | Venceu    |

Festival de Málaga
| Ano  | Categoria                   | Resultado |
| ---- | --------------------------- | --------- |
| 2016 | Premio Talento Andaluz RTVA | Venceu    |

Festival Solidario de Cine Español en Cáceres
| Ano  | Categoria                              | Filme            | Resultado |
| ---- | -------------------------------------- | ---------------- | --------- |
| 2016 | San Pancracio de Melhor Ator Revelação | A Cambio de Nada | Venceu    |